# Lasioglossum cyaneodiscum
Lasioglossum cyaneodiscum is een vliesvleugelig insect uit de familie Halictidae. De wetenschappelijke naam van de soort is voor het eerst geldig gepubliceerd in 1946 door Cockerell.